# Platysenta distans
Platysenta distans är en fjärilsart som beskrevs av Walker 1858. Platysenta distans ingår i släktet Platysenta och familjen nattflyn. Inga underarter finns listade i Catalogue of Life.